# 검은가시나무쥐
검은가시나무쥐(Echimys saturnus)는 가시쥐과에 속하는 남아메리카 설치류의 일종이다. 야행성 동물로 드물게 발견되며, 에콰도르 동부와 페루 중부에서 서식한다.